# فیبی استنتس
فیبی استنتس (انگلیسی: Phoebe Stänz؛ زادهٔ ۷ ژانویهٔ ۱۹۹۴) بازیکن هاکی روی یخ اهل ایالات متحده آمریکا است.